# Kepler-20
Kepler-20 is een ster in het sterrenbeeld Zwaan (Cygnus). De ster is van het type G en heeft zes bevestigde exoplaneten. De ster is net iets kleiner dan de Zon en ligt op een afstand van 929 lichtjaar. 

## Planetenstelsel
Het planetenstelsel van de ster werd ontdekt door de Kepler-ruimtetelescoop van NASA en bevestigd in 2011. Toen werden de eerste vijf exoplaneten bevestigd door middel van transitiefotometrie. In 2016 werd Kepler-20g als zesde planeet bevestigd. 
Het Kepler-20 stelsel is het eerste planetenstelsel dat gevonden werd met meerdere planeten kleiner dan de Aarde. Kepler-20e was de allereerste planeet die gevonden werd, die kleiner is dan de Aarde en om een ster anders dan de Zon draait. De massa van Kepler-20e en f zijn te laag om met huidige technologie exact te meten.
| Planeet | Massa        | Halve lange as (AE) | Omlooptijd (dagen) | Excentriciteit | Straal   |
| ------- | ------------ | ------------------- | ------------------ | -------------- | -------- |
| b       | 9,7 M⊕       | 0,04537             | 3,70               | <0,32          | 1,91 R⊕  |
| c       | 16,1 M⊕      | 0,0930 ± 0,0011     | 10,85              | <0,40          | 3,07 R⊕  |
| d       | <20,1 M⊕     | 0,3453              | 77,61              | <0,60          | 2,75 R⊕  |
| e       | 0,39-1,67 M⊕ | 0,0630              | 6,10               | <0,28          | 0,868 R⊕ |
| f       | 0,66-3,04 M⊕ | 0,1370              | 19,58              | <0,32          | 1,034 R⊕ |
| g       | 19,96 M⊕     | 0,2055              | 34,94              | ≤ 0,16         | —        |

## Afbeeldingen

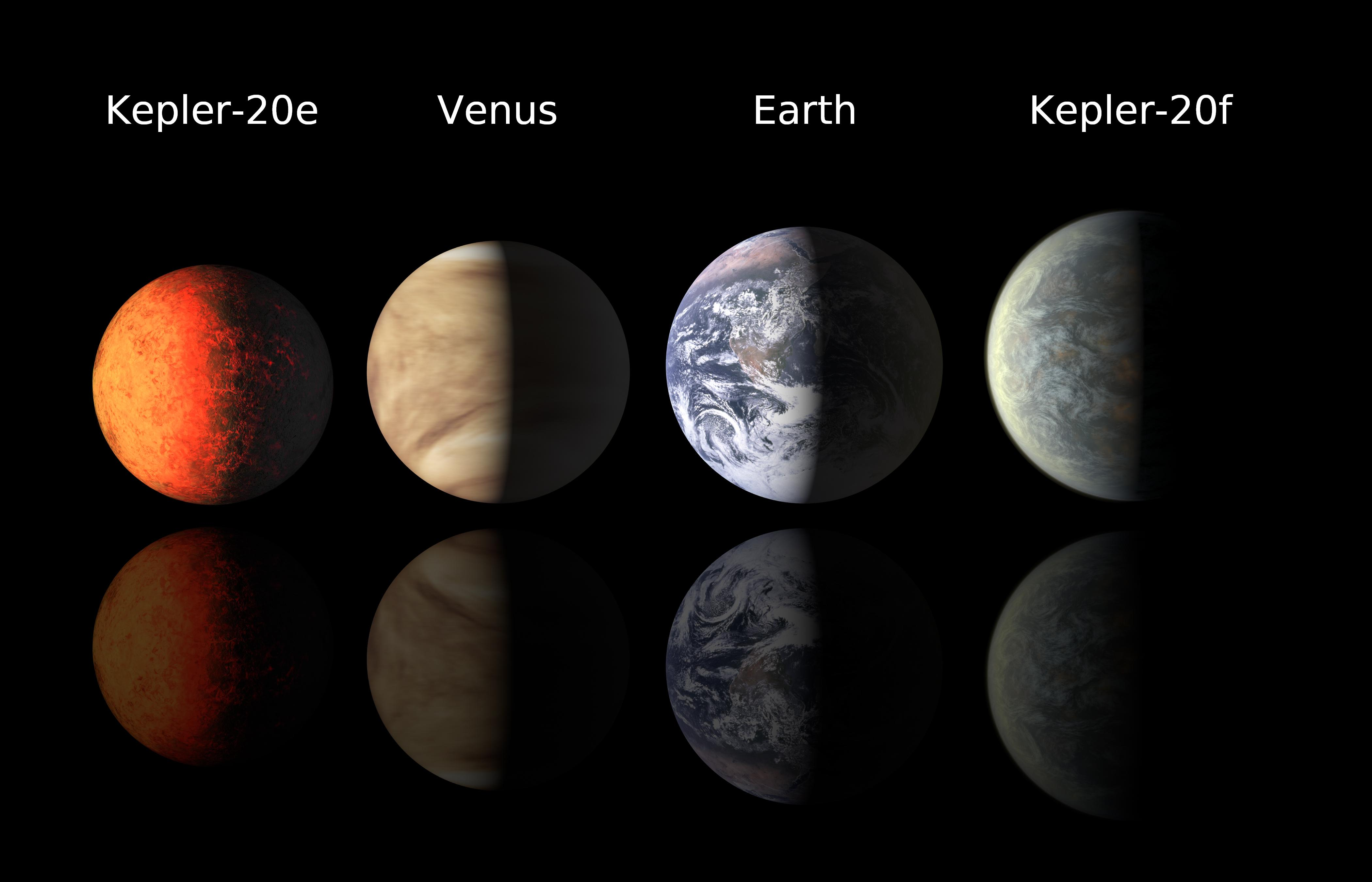
Kepler-20e en f vergeleken met de Aarde en Venus